# Intars Busulis
Intars Busulis (né le 2 mai 1978 à Talsi, Lettonie) est un chanteur et tromboniste letton, lideur du groupe  Intars Busulis & Abonementa orķestris.

## Biographie
Il fait ses études à l'école primaire de Pastende et une formation dans la classe de trombone à l'école musicale pour enfants de Talsi. Parallélement, il joue dans l'ensemble pour enfants Talsu Sprīdīši. Il étudie ensuite au Collège de musique de Ventspils, où il joue du trombone dans le Ventspils Big Band sous la direction de Ziedonis Zaikovsky. 
Il acquiert la première reconnaissance plus large en jouant pendant quatre ans dans le groupe Caffe. Parallèlement, il joue également dans la fanfare du siège du NBS et dans le groupe de jazz Wet point. En 2005, Busulis représente la Lettonie au concours international Nouvelle vague qui se déroule à Jūrmala.

## Eurovision 2009
Il représentera la Lettonie lors de la seconde demi-finale du Concours Eurovision de la chanson 2009 à Moscou, le 14 mai 2009, avec sa chanson « Пробка », « Probka » (Embouteillage), interprétée en russe.